# Sitaram Yechury
Sitaram Yechury (12 de agosto de 1952 - 12 de setembro de 2024) foi um político marxista indiano e secretário-geral do Partido Comunista da Índia (marxista), que foi membro do Politburo do CPI(M) desde 1992. Anteriormente, ele foi membro do Parlamento, Rajya Sabha, Bengala Ocidental, de 2005 a 2017.